# De tre vingarna

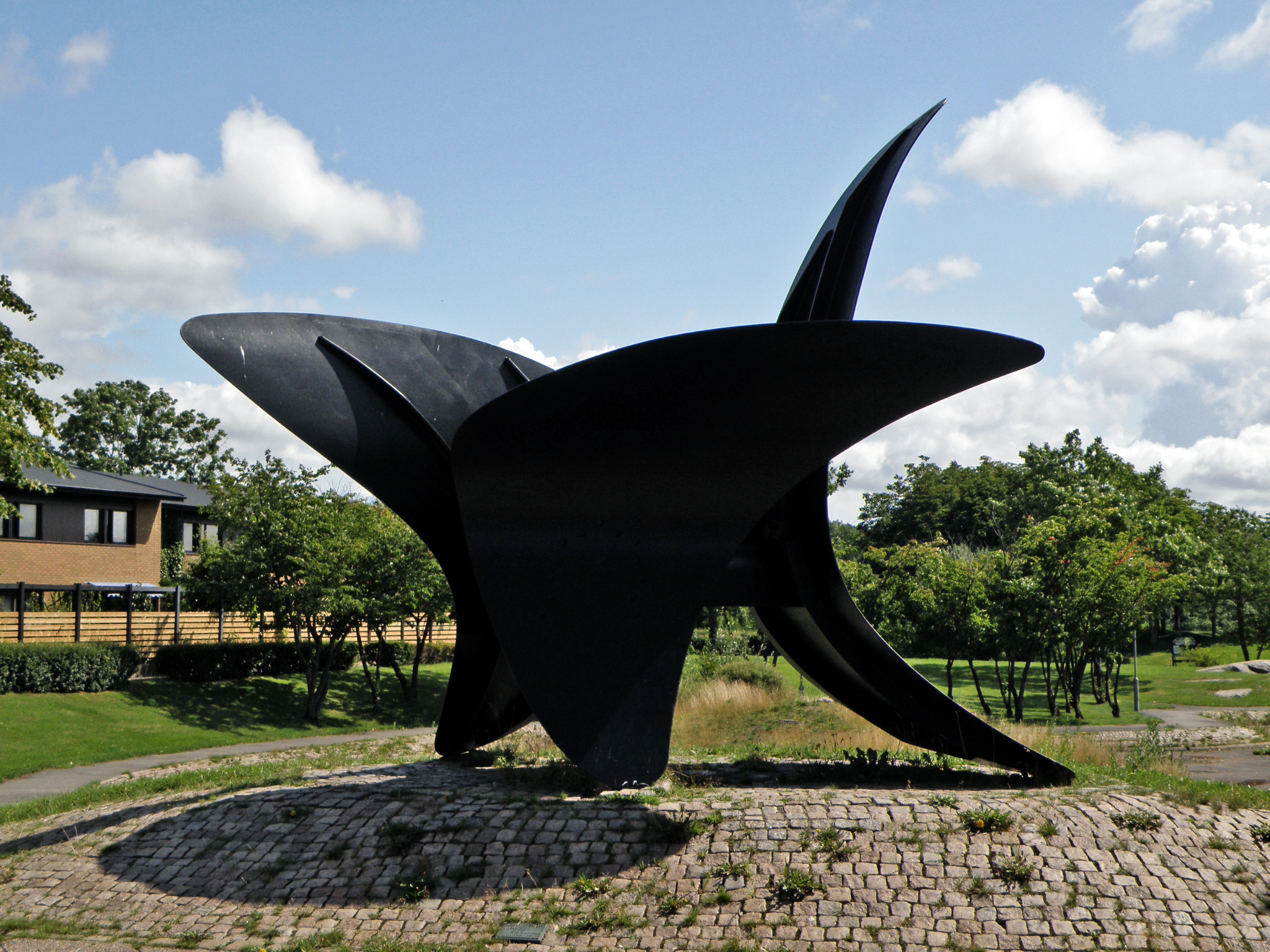
De tre vingarna av Alexander Calder

De tre vingarna, är en skulptur av Alexander Calder, uppförd den 31 augusti 1967 framför Konstmuseet  vid Götaplatsen i Göteborg. Skulpturen flyttades 1979 till sin nuvarande plats vid kulturhuset Blå stället i Angereds centrum.